# Равички окръг
Равички окръг (на полски: Powiat rawicki) е окръг в Централна Полша, Великополско войводство. Заема площ от 553,52 км2. Административен център е град Равич.

## География
Окръгът се намира в историческия регион Великополша. Разположен е в южната част на войводството.

## Население
Населението на окръга възлиза на 60 448 души (2012 г.). Гъстотата е 109 души/км2.

## Административно деление
Административно окръгът е разделен на 5 общини.
Градско-селски общини:
- Община Бояново
- Община Мейска Горка
- Община Равич
- Община Ютрошин

Селска община:
- Община Пакослав

## Фотогалерия
- Бояново
- Мейска Горка
- Равич
- Ютрошин